# Platyceps somalicus
Platyceps somalicus är en ormart som beskrevs av Boulenger 1896. Platyceps somalicus ingår i släktet Platyceps och familjen snokar. Inga underarter finns listade i Catalogue of Life.
Arten förekommer i Somalia och Etiopien. Honor lägger ägg.